# Svartabborrtjärnen (Norsjö socken, Västerbotten, 720451-165715)
Svartabborrtjärnen är en sjö i Norsjö kommun i Västerbotten och ingår i Umeälvens huvudavrinningsområde. Sjön har en area på 0,0277 kvadratkilometer och ligger 284 meter över havet.

## Delavrinningsområde
Svartabborrtjärnen ingår i det delavrinningsområde (720650-165753) som SMHI kallar för Mynnar i Lill-Raggsjön. Medelhöjden är 311 meter över havet och ytan är 20,83 kvadratkilometer. Det finns inga avrinningsområden uppströms utan avrinningsområdet är högsta punkten. Vattendraget som avvattnar avrinningsområdet har biflödesordning 4, vilket innebär att vattnet flödar genom totalt 4 vattendrag innan det når havet efter 204 kilometer. Avrinningsområdet består mestadels av skog (66 procent) och sankmarker (22 procent). Avrinningsområdet har 0,14 kvadratkilometer vattenytor vilket ger det en sjöprocent på 0,7 procent.